# Hip Hop Lives
Hip Hop Lives – wspólny album rapera o pseudonimie KRS-One i producenta o pseudonimie Marley Marl. Został wydany 22 maja 2007. Gościnnie pojawiają się na nim Magic Juan, Blaq Poet, DJ Premier i Busy Bee Starski.

## Lista utworów
Opracowano na podstawie źródła:
1. „It's Alive (Intro)”
2. „Hip Hop Lives”
3. „Nothing New”
4. „I Was There”
5. „Musika” (gościnnie Magic Juan)
6. „Rising to the Top”
7. „Over 30”
8. „M.A.R.L.E.Y. (skit)”
9. „Kill a Rapper”
10. „Teacha's Back” (produkcja: K-Def)
11. „Victory” (gościnnie Blaq Poet, DJ Premier)
12. „This Is What It Is” (produkcja: 88 Fingers)
13. „All Skool”
14. „House of Hits” (gościnnie Busy Bee Starski)